# Campo municipal de Barreiro
El campo municipal de Barreiro es un estadio de fútbol situado en la ciudad de Vigo (España), concretamente en la parroquia de Lavadores. Es de titularidad municipal y tiene capacidad para 1171 espectadores, si bien es capaz de albergar algunas decenas más debido a la existencia de espacios libres dentro de su perímetro.
En la actualidad disputan sus partidos como local en Barreiro los dos filiales del Celta: el Real Club Celta de Vigo "B" y el Real Club Celta de Vigo "C".

## Historia y características
Aunque se desconoce el año exacto de su construcción, existen referencias sobre la práctica del fútbol en el mismo que se remontan a la segunda década del siglo XX, cuando el Unión Sporting Club comienza su andadura disputando sus partidos como local en este feudo.
Barreiro tiene el honor de haber sido testigo del primer encuentro oficial en la historia del Real Club Celta de Vigo. Este hecho se produjo el 7 de octubre de 1923 en un partido correspondiente al Campeonato de Galicia, donde el cuadro celtiña venció por 0-5 al equipo local, el Unión Sporting Club.
Fue remodelado en 1988 tras ser adquirido por el Ayuntamiento de Vigo. En el verano de 2016 se lleva a cabo un lavado de cara del estadio, procediendo a la colocación de butacas en el graderío y a la incorporación de varias filas de asientos en el lateral opuesto al mismo. En total se colocan 1171 asientos, de los cuales 166 forman parte de la nueva grada y 20 pertenecen al palco de autoridades.
Las dimensiones del terreno de juego son de 101 metros de largo por 65 metros de ancho. Las instalaciones ocupan una superficie total de 7306,85 m².